# Stiftung Klimaneutralität
Die Stiftung Klimaneutralität ist eine gemeinnützige GmbH mit Sitz in Berlin und hat 2020 ihre Arbeit aufgenommen. Ziel ist es, wissenschaftlich fundierte Wege zur Klimaneutralität aufzuzeigen und einen Dialog zwischen verschiedenen Interessengruppen zu ermöglichen. Die Stiftung Klimaneutralität wird von der gemeinnützigen US-amerikanischen Climate Imperative Foundation unterstützt, die weltweit Klimaschutzaktivitäten finanziert. Sie nimmt aber keinen Einfluss auf die inhaltliche Arbeit der Stiftung, die unabhängig und parteipolitisch neutral ist. Zum Leiter wurde der Klima- und Energieexperte Rainer Baake berufen, der lange Zeit unter verschiedenen Bundesregierungen Staatssekretär im Bundesumweltministerium und im Bundesministerium für Wirtschaft und Klimaschutz war.

## Beirat
Der US-amerikanische Klimaaktivist und Präsident der Climate Imperative Foundation Hal Harvey fungiert als Vorsitzender, der deutsche Jurist und Präsident der Stiftung Mercator Bernhard Lorentz ist sein Stellvertreter. Linda Kalcher und Justin Johnson sind weitere Mitglieder.

## Zielsetzungen
- Fehlinvestitionen in fossile Technologien vermeiden.
- Die Effizienz bei der Nutzung von Energie massiv verbessern.
- Die erneuerbare Stromerzeugung  so ausbauen, dass auch die Elektrifizierung anderer Sektoren möglich wird.
- Mit Strom aus erneuerbaren Quellen Wasserstoff erzeugen, der fossile Brennstoffe in der Industrie, aber auch in anderen Sektoren ersetzen kann.[5]

## Geförderte Studien und Gutachten (Auswahl)
- 2022: Öko-Institut: Klimaschutz 2030: Ziele, Instrumente, Emissionsminderungslücken sowie die Verbesserung der Überprüfungs- und Nachsteuerungsregularien.
- 2022: Prognos AG: Wärmepumpen vs. Wasserstoffheizungen: Auswirkungen auf ein 100% erneuerbares Stromsystem.
- 2021: Stiftung Klimaneutralität, Agora Energiewende und Agora Verkehrswende: Klimaneutrales Deutschland 2045.
- 2021: Öko-Institut: „Das Wind- und Solarenergie-Ausbaugesetz“ – Rechtsicherheit für den künftigen Ausbau der Erneuerbaren.
- 2021: DIW Econ: Wie viel Klimaneutralität steckt in den Wahlprogrammen?
- 2021: Stiftung Klimaneutralität, gemeinsam mit Agora Energiewende und Agora Verkehrswende: Das Klimaschutz-Sofortprogramm.
- 2021: Stiftung Klimaneutralität mit Agora Verkehrswende: Mobilitätswende vor Ort.
- 2021: Stiftung Klimaneutralität, gemeinsam mit Agora Energiewende und Agora Verkehrswende: Politikinstrumente für ein klimaneutrales Deutschland.
- 2021: Rechtsanwaltskanzlei Becker Büttner Held: Klimastresstest für den Bundesverkehrswegeplan.
- 2021: Öko-Institut: Agenda für eine sozial gerechte Wärmewende.
- 2021: Öko-Institut: CO2-Kosten an die Bürger/innen zurückgeben durch Absenkung der EEG-Umlage.
- 2021: Humboldt-Universität zu Berlin: Klimawende in der Landwirtschaft.
- 2021: Öko-Institut: Wasserstoffstrategie 2.0: Mehr Tempo beim Markthochlauf.
- 2021: Ökoinstitut: Abbau fiskalischer Privilegien im Luftverkehr.
- 2021: Gesellschaft für Wirtschaftliche Strukturforschung (GWS): Arbeitsmarkteffekte eines klimaneutralen Langfristpfads bis 2030.
- 2021: Ökoinstitut: Ein Mindestpreis für CO2 in der Stromerzeugung.
- 2021: Prognos AG: Studie zur Versorgungssicherheit auf dem Weg zur Klimaneutralität.[6]